# گائو نینگ
گائو نینگ (انگلیسی: Gao Ning؛ زادهٔ ۱۱ اکتبر ۱۹۸۲) یک بازیکن تنیس روی میز اهل سنگاپور است. 
وی در مسابقات کشوری و بین‌المللی در مجموع برنده ۴ مدال طلا، ۵ مدال نقره، ۲ مدال برنز شده‌است.